# Ungarische Entwicklungsbank
Die Magyar Fejlesztési Bank Zártkörűen Működő Részvénytársaság (MFB Zrt.), d. h. MFB Ungarische Entwicklungsbank Geschlossene Aktiengesellschaft, oder kurz Magyar Fejlesztési Bank (Ungarische Entwicklungsbank) ist ein Kreditinstitut, das sich im Alleineigentum des ungarischen Staats befindet. Über ihren Status, ihre Aufgaben und ihren Wirkungsbereich verfügen das Gesetz Nr. 20 von 2001 (MFB-Gesetz), ferner die Gründungsurkunde sowie die  vom Parlament und der ungarischen Regierung genehmigte Strategie. Ihre Hauptaufgabe besteht darin, für die ungarischen Unternehmen günstige Entwicklungskredite sicherzustellen sowie den ungarischen Staat bei der Verwirklichung seiner langfristigen Wirtschaftsentwicklungsziele unter Einbeziehung von Kapitalmarktressourcen zu unterstützen. Die MFB Zrt. verfügt seit dem 19. Mai 2003 über ein unabhängiges internationales Rating der Internationalen Rating-Agentur Moody’s Investors Service.

## Geschichte
Die Magyar Befektetési és Fejlesztési Rt., die spätere MBFB und darauffolgend der Rechtsvorgänger der MFB wurden von drei staatlichen Institutionen, der Állami Vagyonkezelő Rt. (Staatliche Treuhand AG), der Állami Vagyonügynökség (Staatliche Treuhandanstalt) und der Állami Fejlesztési Intézet Rt. (Staatliche Entwicklungsanstalt AG) am 27. November 1991 –  zunächst jedoch nicht als Bank – gegründet. Am 1. Juli 1993 wurde die Institution in eine Investmentbank mit dem Namen Magyar Befektetési és Fejlesztési Bank Rt. umgewandelt. Ab 1995 beteiligte sich die MBFB an der Platzierung von Krediten aus Japan, Deutschland und der Europäischen Union und erwarb später an den regionalen Entwicklungsgesellschaften bzw. an der Rákóczi Bank Beteiligungen. Im selben Jahr übernahm die MBFB vom Finanzministerium die Zentrale für Kreditinstitute und wurde Anteilseigentümer bei der Investmentbank.
Das ab 1997 unter dem Namen Magyar Fejlesztési Bank (Ungarische Entwicklungsbank) tätige Kreditinstitut beteiligte sich in der zweiten Hälfte der neunziger Jahre aktiv an der Stabilisierung und Weiterentwicklung des ungarischen Bankensystems. Zwischen 1996 und 1998 entwickelte sich die Institution zu einer komplexen staatlichen Bankgruppe mit Brokerfirmen, Spezialbanken sowie den bereits erwähnten regionalen Entwicklungsgesellschaften.
Ein wichtiger Meilenstein in der Geschichte der Bank war 2000 die Trennung der Strategien mit wirtschaftspolitischer Priorität von denjenigen Tätigkeiten, die auf eigenes Geschäftsrisiko ausgeführt wurden. Noch im selben Jahr wurden sechs Kreditprogramme für den Sektor kleiner und mittelständischer Unternehmen gestartet. Außerdem wurde ein Kredit angeboten, der Familienunternehmen unterstützte.
Ein Wendepunkt in der Geschichte der Bank war außerdem das Gesetz Nr. 20 von 2001 über die Ungarische Entwicklungsbank, das seitdem den rechtlichen Rahmen der Tätigkeit der Bank darstellt. Eine Veränderung brachte ebenfalls die 2002 erstellte und 2003 von der Regierung genehmigte Strategie, die die Bank als klassische Entwicklungsbank positionierte. Die Strategie bestimmte die Hauptrichtungen der Tätigkeit der Bank bis 2008, die 2007 unter Berücksichtigung der veränderlichen internationalen und nationalen Voraussetzungen weiterentwickelt wurden, wobei die bis 2013 vorgesehenen Zielsetzungen und Instrumente festgelegt wurden. Mit dem Verkauf der Konzum Bank 2003/2004 endete ihre Tätigkeit als Handelsbank.
Die 2002 ausgearbeitete Strategie schrieb die Struktur und den Tätigkeitsbereich, der für eine klassische Entwicklungsbank erforderlich war, sowie die Anpassung der Bank an die Richtlinien der ungarischen Wirtschaftspolitik vor. Sie setzte sich auch für die Vorbereitung zum Beitritt Ungarns zur Europäischen Union ein sowie dafür, dass die Institution den internationalen Anforderungen gerecht werde. Auf der Basis dieser Strategie wurde 2006 um MFB herum eine einheitliche Bankgruppe mit „profilbereinigtem“ System errichtet. Um die Struktur und die Funktionen der Bankgruppe genau festzulegen, hat die MFB mit ihrem Eigentümer, dem ungarischen Staat, gemeinsam die Weiterentwicklung und Verlängerung der Strategie für den Zeitraum von 2007 bis 2013 festgelegt.
Die Wirtschaftskrise, die 2008 ihren Anfang nahm, ließ die Pläne scheitern. Die Kreditaufnahme für Investitionen kam auf dem ungarischen Kapitalmarkt praktisch zum Stillstand. Die Möglichkeiten für Handelsbanken, zu finanziellen Mitteln zu gelangen, versiegten fast. Zunächst war ein Rückgang bei Krediten, die Unternehmen und der Bevölkerung gewährt wurden, zu verzeichnen. Später nahm das Problem Staatsschulden einen kritischen Verlauf, dem eine rapide Verschlechterung des Forintkurses folgte. In dieser Situation kam es zu einer Aufwertung der Rolle der MFB als Kreditgeber sowohl für Unternehmen als auch Gemeinden. Neben langfristigen Krediten stieg auch die Nachfrage für kurzfristige Kredite für Umlaufvermögen. Im Endeffekt war die MFB 2009 eine der wichtigsten Institutionen der Krisenbewältigung.
Die Vertiefung der Krise 2010 führte zu einer wesentlichen Veränderung der Rolle der MFB. Gleichzeitig mit der tiefgründigen Umgestaltung des ungarischen Staats übertrug die Regierung der MFB zwei Aufgaben: Die Verwaltung von Gemeineigentum in einem Wert von etwa 8.000 Milliarden Forint sowie die Überprüfung ihres eigenen Portfolios während der Fortsetzung ihrer Tätigkeit als Entwicklungsbank.
Die MFB hat nach der ihr anvertrauten Prüfung der Bereiche Finanzen, Recht und Informatik, die Gesellschaften auf eine verantwortungsbewusste Wirtschaftung eingestellt und ihr eigenes Portfolio bereinigt. Als Ergebnis dieser Tätigkeit konnte die MFB die ersten zwei Quartale 2013 bereits mit einem positiven Bilanzergebnis abschließen.

## Die Struktur der MFB, das MFB-Gesetz
Das mehrmals modifizierte Gesetz Nr. 20 von 2001 besagt, dass die MFB ein spezielles Kreditinstitut ist, das als geschlossene Einmann-Aktiengesellschaft funktioniert und deren Aktien zu hundert Prozent  das Eigentum des ungarischen Staats darstellen, der von demjenigen Minister vertreten wird, der für die Aufsicht des Staatsvermögens verantwortlich ist. Der Vertreter des Gesellschafters ist seit Juni 2010 der Minister für Entwicklung. Neben dem Minister, der die Gesellschafterrechte ausübt, sind die Organe, die für das Management, die Beschlussfassung und Kontrolle verantwortlich sind, der Vorstand und der Aufsichtsrat. Der Vorstand der Bank übt die Gesellschafterrechte für eine Dauer von fünf Jahren aus, ist berechtigt, den Vorstand zu ernennen und zurückzurufen. An der Spitze des Vorstands steht der Vorstandsvorsitzende, den der Vorstand aus seinen eigenen Reihen wählt. Das Kontrollorgan der Bank ist der Aufsichtsrat, dessen Vorsitzender und dessen Mitglieder von dem gewählt und abberufen werden, der die Gesellschafterrechte ausübt. An der Spitze der Organisation steht der Generaldirektor, der mit dem speziellen Kreditinstitut ein Beschäftigungsverhältnis errichtet. Der Wirtschaftsprüfer der MFB Zrt. wird für eine befristete Dauer von demjenigen gewählt, der die Gesellschafterrechte ausübt. Das MFB-Gesetz definiert ebenfalls die Aufgaben der Bank und die Finanzdienstleistungen. Das Gesetz bestimmt ferner über Unvereinbarkeit und Geheimhaltung. Ein Beispiel für das Erstere ist, dass die Mitglieder und Angestellten des Vorstands und des Aufsichtsrats der MFB Zrt. in der Partei keine Ämter innehaben dürfen und im Namen der Partei oder in deren Interesse – ausgenommen hiervon ist die Teilnahme als Kandidat bei den Parlaments- oder Kommunalwahlen – keine Funktionen im öffentlichen Leben übernehmen dürfen.

## Die strategische Unternehmensgruppe der MFB
Im MFB-Gesetz sind die zur strategischen Unternehmensgruppe der MFB gehörenden Gesellschaften einzeln angeführt. Zwei rechtliche Kriterien bilden die Grundlage dafür, welcher strategischen Gruppe der MFB ein Unternehmen angehört. Zu der einen Gruppe zählen diejenigen Wirtschaftsorgane, bei denen die MFB im Namen des ungarischen Staats die Gesellschafterrechte ausübt; zu der anderen diejenigen, an denen die MFB über Gesellschafteranteile verfügt.

## Analysen
MFB Periszkóp ist der monatlich erscheinende Bericht der Ungarischen Entwicklungsbank, der sich außer der Interpretation aktueller Tendenzen der Realwirtschaft und des Finanzmarkts in der Regel mit den aktuellen Ereignissen seines weiteren Umfelds aus dem Blickwinkel von Unternehmen und Banken beschäftigt.
MFB Indikátor ist die halbjährlich von der Bank erstellte große Befragung, die von mehreren hundert Wirtschaftsunternehmen Informationen mit Fragebogen einholt, wobei die Beantwortung der Fragen freiwillig erfolgt. Die Analyse baut sich auf vier Kennziffern auf: die Kennziffern zur Makroökonomie, zum Markt, zu Finanzierungen und Investitionen. Die seit Sommer 2009 fortlaufend aufgezeichneten Kennziffern regen zu Gedanken an und geben ein detailliertes Bild über den Zustand und die Vorgänge in der ungarischen Wirtschaft.
MFB Makrogazdasági Analysen geben eine Übersicht über Vorgänge in der Weltwirtschaft, zu dem Zweck den Handlungsspielraum und die Möglichkeiten der ungarischen Wirtschaft in Abhängigkeit von den internationalen Tendenzen beurteilen zu können.
Bilanzdaten, Ergebnisse
(Mio. HUF)
| Bezeichnung                                                   | Jahr 2010 | Jahr 2011 | Jahr 2012 | Jahr 2013 |
| ------------------------------------------------------------- | --------- | --------- | --------- | --------- |
| Bilanzhauptsumme                                              | 1 189 212 | 1 372 203 | 1 102 909 | 1 104 714 |
| Gezeichnetes Kapital                                          | 100 000   | 114 500   | 114 500   | 114 500   |
| Eigenkapital                                                  | 121 358   | 212 736   | 195 370   | 198 370   |
| Summe der gezahlten Kredite                                   | 212 247   | 158 023   | 182 529   | 117 407   |
| Anteil der qualifizierten Kredite in %                        | 15,14 %   | 17,76 %   | 16,85 %   | 19,25 %   |
| Auswirkung auf das Ergebnis durch Wertverluste/Rückstellungen | -32 789   | -43 061   | -25 138   | -7 114    |
| Geschäftsergebnis                                             | 7 601     | 4 773     | 21 757    | 12 182    |
| Ergebnis vor Steuern                                          | -25 523   | -38 621   | -17 135   | 5 379     |
| Anteil von MFB in % am gesamten Kreditbestand der Unternehmen | 11,51 %   | 11,49 %   | 11,55 %   | 9,70 %    |

## Auszeichnungen
- Die MFB wurde 2008 von Euromoney als eines der am besten geführten Geldinstitute in Mittel- und Osteuropa bewertet.
- Erzsébet Gém, Hauptökonomierat der MFB erhielt 2013 Das Ritterkreuz des Ungarischen Verdienstordens (Zivilstufe)

## Vorsitzende
- 1991–1994: Gyula Takácsy
- 1994–1996: Péter Medgyessy
- 1996–1997: Éva Hegedűs
- 1997–1998: Tamás Tétényi
- 1998–2000: Péter Patonai
- 2000–2001: Éva Búza
- 2001–2002: László Baranyay
- 2002–2010: György Zdeborsky
- 2010–2013: László Baranyay
- seit 2013: Dániel Lontai

## Generaldirektoren
- 1991–1994: Miklós Bányai
- 1994–1996: Péter Medgyessy
- 1996–1998: András Huszty
- 1998–2000: Péter Patonai
- 2000–2001: Éva Búza
- 2001–2002: László Baranyay
- 2002–2010: János Erős
- 2010–2013: László Baranyay
- seit 2013: Csaba Nagy